# Hydroptila martorelli
Hydroptila martorelli är en nattsländeart som beskrevs av Oliver S. Flint Jr. 1964. Hydroptila martorelli ingår i släktet Hydroptila och familjen smånattsländor. Inga underarter finns listade i Catalogue of Life.